# Episodi di The Dead Zone (sesta stagione)
La sesta e ultima stagione della serie televisiva The Dead Zone è stata trasmessa negli Stati Uniti dal canale USA Network a partire dal 17 giugno 2007.
In Italia la stagione è stata trasmessa da Rai 2 a partire dal 27 marzo 2009.
| nº | Titolo originale | Titolo italiano        | Prima TV USA      | Prima TV Italia |
| -- | ---------------- | ---------------------- | ----------------- | --------------- |
| 1  | Heritage         | Un gesto eroico        | 17 giugno 2007    | 27 marzo 2009   |
| 2  | Ego              | Le tre identità        | 24 giugno 2007    | 3 aprile 2009   |
| 3  | Re-Entry         | Rientro                | 1º luglio 2007    | 10 aprile 2009  |
| 4  | Big Top          | Alice delle meraviglie | 8 luglio 2007     | 17 aprile 2009  |
| 5  | Interred         | Sotterrato             | 15 luglio 2007    | 6 giugno 2009   |
| 6  | Switch           | Fuga in Canada         | 22 luglio 2007    | 10 giugno 2009  |
| 7  | Numb             | Stordito               | 29 luglio 2007    | 13 giugno 2009  |
| 8  | Outcome          | L'aiuto di un'amica    | 5 agosto 2007     | 24 giugno 2009  |
| 9  | Transgression    | Trasgressione          | 12 agosto 2007    | 27 giugno 2009  |
| 10 | Drift            | Corsa a due            | 19 agosto 2007    | 1º luglio 2009  |
| 11 | Exile            | Esilio                 | 26 agosto 2007    | 8 luglio 2009   |
| 12 | Ambush           | Il complotto           | 9 settembre 2007  | 15 luglio 2009  |
| 13 | Denoument        | Soluzione finale       | 16 settembre 2007 | 22 luglio 2009  |

## Un gesto eroico
- Titolo originale: Heritage
- Diretto da: James Head
- Scritto da: Ann Lewis Hamilton

### Trama
Johnny ha una visione del funerale di Walt e, dopo averne parlato con lui, decide di non dirlo a Sarah, incinta e già piena di ansia per il marito, ma di provare a salvare lo sceriffo. Intanto a Cleaves Mills è in atto una festa della Faith Eritage, l'associazione del reverendo Purdy, a cui partecipa anche il vicepresidente Stillson, accompagnato da Janus, anche contro la volontà del reverendo che vorrebbe sottrarsi dal controllo di Janus.
Johnny salva Walt due volte dalla morte per colpa di un ladro, una investito da una macchina nel corso dell'inseguimento, una in centrale. A questo punto, però, ha la visione della morte a causa di un incendio del reverendo Purdy...

## Le tre identità
- Titolo originale: Ego
- Diretto da: Anne Talalay
- Scritto da: Matt McGuinnes

### Trama
J.J. ha degli incubi riguardanti la morte di Walt, ma non vuole parlarne con la madre perché ritiene di doversi prendere cura di lei. Johnny va regolarmente a far visita a Sarah che sta preparando la casa per l'arrivo della bambina, ma la donna, che tenta inutilmente di accedere al computer del marito per trovare particolari sul caso segreto a cui stava lavorando prima di morire, lo manda via dicendogli di potersela cavare da sé. Lui però non l'ascolta e per aiutarla si reca in centrale per ritirare le cose di Walt. Lì incontra il nuovo sceriffo, Anna Turner, e toccandola, la vede uccidere una donna. Il sensitivo cerca di avvertirla ma Anna gli dice che, al contrario di Walt che si faceva aiutare da Johnny, lei avrebbe lavorato "normalmente". Johnny allora trova la donna uccisa nella visione: è Nina, una psicologa che, quando lui le rivela la sua storia, gli offre il suo aiuto, credendolo pazzo. Quella sera J.J., che sta dipingendo di rosa la cameretta, rivela a Johnny di aver sognato la morte di Walt e Johnny cerca di consolare il figlio e poi lo aiuta a dipingere. La mattina dopo rivela la verità a Sarah, che gli chiede di lasciarli per un po' da soli, senza andare più a trovarli, perché trovino insieme, madre e figlio, la forza per andare avanti. Johnny, intristito, va da Nina e lì ha delle visioni di tre pazienti piuttosto pericolosi. Seguendone uno, scopre che ha una pistola e una personalità multipla, perciò pensa che tutt'e tre i pazienti sono la stessa persona. Nel frattempo, la nuova sceriffa va da Sarah e le chiede indietro il computer di Walt e Sarah, pur riluttante, glielo consegna. Una sera, davanti a un bar, Frank, il paziente, cerca di sparare a Nina, ma Johnny lo attacca. Mentre stanno combattendo, Nina prende la pistola di Frank e la sceriffa, appena arrivata, le intima di abbassare l'arma. Johnny si mette tra le due donne e salva Nina. In centrale, scopre che la sceriffa Anna sta svolgendo un'indagine su Walt e anche che uno dei tre di cui aveva avuto la visione nell'ufficio di Nina non è una delle identità di Frank ma il suo ex marito (dal quale Nina era scappata perché lui era geloso dei rapporti tra lei e i suoi pazienti). Johnny arriva appena in tempo per salvare Nina dall'ex marito e Anna dà di nuovo l'altolà a Nina che aveva strappato la pistola di mano all'ex marito. In realtà poi la sceriffa spara all'uomo e dice a Johnny che è stato lui a creare tutta la situazione con Nina. Alla fine, Johnny si reca da Sarah per restituirle la chiave, lei, che ha recuperato il rapporto con J.J., si scusa con lui e si lamenta del fatto che odia quella casa. Lui allora la invita a trasferirsi da lui, specificando di non voler prendere il posto di Walt ma solo di volerla aiutare, e lei accetta.

## Rientro
- Titolo originale: Re-Entry
- Diretto da: Tim Southam
- Scritto da: Sam Ernst e Jim Dunn

### Trama
Johnny, J.J. e Sarah vanno ad una conferenza nella quale Stillson parla di un missile, l'"America's Hope", che si trova nello spazio, sul quale vengono effettuati esperimenti che miglioreranno le condizioni di vita dell'uomo. A fine conferenza, i tre vanno a salutare il vicepresidente, che stava parlando con la moglie di uno dei tre astronauti sull'America's Hope e Stillson si rivela molto affabile, scherzando con J.J. e dicendo a Sarah che è molto dispiaciuto di un articolo infamante su Walt. Quando Stillson e Johnny si stringono la mano, il sensitivo vede un guasto sul missile e prova ad avvertirlo, ma lui non ci crede e lo caccia. Mentre Johnny e Sarah si trovano a casa, irrompono gli uomini del vicepresidente con lo stesso Stillson, che gli chiede di salvare gli astronauti.

## Sotterrato
- Titolo originale: Interred
- Diretto da: James Head
- Scritto da: Katie Wech

### Trama
Johnny è al campo di golf. Lanciando una pallina ha una visione di un uomo sepolto vivo, ma, essendosi impersonato nell'uomo, non sa chi sia. Dopo aver ricercato invano la pallina, si reca all'ufficio della sceriffa Turner chiedendole di aiutarlo a salvare quell'uomo. Lei, che nel frattempo sta lavorando a un "vecchio caso", che Johnny scopre riguardare suo fratello Emmett, accetta, anche dopo aver scoperto che nella faccenda è implicato anche un certo Bates, un allibratore. In un cimitero Johnny parla con Anna di Walt e, quando lui le afferma che il suo amico era un brav'uomo, lei gli risponde che sarebbe stata felice di scagionarlo non appena Johnny le avesse dato prove certe della sua innocenza. Intanto, indagando, Johnny scopre che l'uomo sepolto non è ancora stato seppellito.

## Fuga in Canada
- Titolo originale: Swicth
- Diretto da: Paolo Barzman
- Scritto da: Scott Lew

### Trama
Johnny decide di prendere un treno per raggiungere Bruce e andare a pesca con lui. Alla stazione una donna ha dei problemi con la biglietteria automatica che non le consegnava il biglietto e Johnny l'aiuta, ricevendo una visione della donna che veniva buttata giù dal treno. Lui così decide di starle vicino e salvarla e comincia a flirtare con lei per scoprire chi avrebbe voluto ucciderla.

## L'aiuto di un'amica
- Titolo originale: Outcome
- Diretto da: Eric Canuel
- Scritto da: Sam Ernst e Jim Dunn

### Trama
J.J., pur non sapendo del bacio tra Johnny e sua madre, gli racconta che Sarah è molto felice. Lui risponde che è vero e poi va alla stazione a prendere un'amica di Sarah, Elaine. Una volta arrivata, mentre scherza con lei, Johnny ha una visione di uno scoppio nella stazione, che sarebbe avvenuto di lì a quaranta minuti. Cerca di mandare via Elaine, chiamandole un taxi, ma la donna si fa dire che cosa ha visto e decide di rimanere per aiutarlo. Per primo incrociano un uomo che nella visione aveva in mano un joystick e cercano di farlo tornare insieme all'ex moglie, che non voleva dirgli di essere in fin di vita. Scoprono poi che il joystick serviva per guidare una macchinina telecomandata per il figlio.